# Çetinkaya Türk Spor Kulübü
Çetinkaya Türk Spor Kulübü è una società calcistica della Repubblica Turca di Cipro Nord con sede a Nicosia.

## Storia
Lefkoşa Türk Spor Kulübü è nata nel 1930, ed è una delle fondatrici del Campionato di calcio cipriota nel 1934, l'unica squadra turco-cipriota nella lega (con 7 squadre greco-cipriote). Il club si fuse nel 1949 con il Çetinkaya Türk Asnaf Ocağı (fondato nel 1943), cambiando il suo nome in Çetinkaya Türk Spor Birliği.
Dopo la nascita della Federazione calcistica turco-cipriota nel 1955, il club divenne uno dei fondatori del Campionato di calcio di Cipro Nord, già appannaggio del Çetinkaya in ben 12 occasioni. La squadra vinse, negli anni '50, prima della divisione del paese, anche un campionato cipriota, due coppe e tre supercoppe.

## Strutture

### Stadio
Lo stadio casalingo è il Atatürk Stadı di Nicosia che può ospitare 28000 persone. Prima del ritiro dal Campionato di calcio cipriota la squadra utilizzava il vecchio Stadio GSP.

## Palmarès

### Sotto la Federazione calcistica cipriota

#### Competizioni nazionali
- Campionato cipriota: 1

1950-1951
- Coppa di Cipro: 2

1951-1952, 1953-1954
- Supercoppa di Cipro: 3

1951, 1952, 1954

#### Altri piazzamenti
- Campionato cipriota:

Secondo posto: 1934-1935
Terzo posto: 1935-1936, 1936-1937, 1937-1938, 1951-1952
- Coppa di Cipro:

Finalista: 1935-1936, 1952-1953
Semifinalista: 1934-1935, 1936-1937, 1938-1939, 1939-1940, 1939-1940, 1947-1948, 1948-1949, 1949-1950

### Competizioni di Cipro Nord

#### Competizioni nazionali
- Birinci Futbol Ligi: 14

1957-1958, 1959-1960, 1960-1961, 1961-1962, 1969-1970, 1996-1997, 1997-1998, 1999-2000, 2001-2002, 2003-2004, 2004-2005, 2006-2007, 2011-2012, 2012-2013

### Altri piazzamenti
- Birinci Futbol Ligi:

Secondo posto: 1955-1956, 1956-1957, 1958-1959, 1968-1969, 1989-1990, 2002-2003, 2005-2006
Terzo posto: 1962-1963, 1972-1973, 1985-1986, 1998-1999, 2000-2001